# کریم هدبوزت
کریم هدبوزت (انگلیسی: Karim Hadjbouzit؛ زادهٔ ۱۰ فوریهٔ ۱۹۹۱) یک دوچرخه‌سوار اهل الجزایر است. وی در مسابقات قهرمانی دوچرخه‌سواری جاده جهان در سال ۲۰۱۳ شرکت کرده است.